# Fátima Campos Ferreira
Fátima Campos Ferreira ComM (Valença, 4 de abril de 1958), de seu nome completo Maria de Fátima Barbosa de Campos Ferreira, é uma jornalista portuguesa.

## Biografia
Depois de frequentar o Liceu Nacional Garcia de Orta, licenciou-se em História, na Faculdade de Letras da Universidade do Porto, em 1982, e em Jornalismo, na Escola Superior de Jornalismo do Porto, em 1986. Estreou-se na televisão como apresentadora de rubricas informativas no programa Bom Dia.
Entrevista na RTP-Porto, e a partir de 1988 até 1994 apresenta o Jornal da Tarde. Trabalhos que acumula com reportagens, nacionais e no estrangeiro. Em 1994, transfere-se para a RTP, em Lisboa, e tornou-se pivot do Telejornal.
Em 2002 mudou-se para a RTP2, onde foi rosto do Jornal 2, durante cerca de 1 ano. Nessa altura, em Outubro de 2002, é convidada para dirigir, na RTP1, o programa de debates Prós e Contras, emitido até 2020. Em 2004 conduziu para a RTP1 a emissão do Casamento Real de Felipe de Espanha e Letizia Ortiz, entre muitos outros eventos eventos, nacionais e internacionais, de carácter politico politico, económico, cultural e religioso.
Fátima Campos Ferreira leccionou na Universidade Livre de Porto e é, desde 1996, professora  associada na Licenciatura em Jornalismo da Universidade Lusófona de Humanidades e Tecnologias de Lisboa.
Em Outubro de 2020, passou a conduzir o programa quinzenal Primeira Pessoa, com entrevistas a personalidades relevantes da vida pública portuguesa.
Esteve casada com o jornalista Manuel Rocha, falecido em 12 de Fevereiro de 2023.

### Condecorações e Prémios Individuais
A 9 de Junho de 2005 foi agraciada como comendadora da Ordem do Mérito, pelo Presidente da República Jorge Sampaio.

## Programas

### Televisão
| Ano             | Programa                                   | Obs.          | Canal |
| --------------- | ------------------------------------------ | ------------- | ----- |
| 1987            | Trinta Minutos Com...                      | Apresentadora | RTP1  |
| 1988 - 1994     | Jornal da Tarde                            | Pivot         | RTP1  |
| 1994 - 2001     | Telejornal                                 | Pivot         | RTP1  |
| 1996 - 1997     | O Lugar da História                        | Apresentadora | RTP2  |
| 1996 - 1997     | País, Regiões                              | Pivot         | RTP1  |
| 1998 - 1999     | Regiões                                    | Pivot         | RTP1  |
| 2002            | Jornal 2                                   | Pivot         | RTP2  |
| 2002 - 2020     | Prós e Contras                             | Apresentadora | RTP1  |
| 2011            | Portugal e o Futuro                        | Apresentadora | RTP1  |
| 2020 - 2021     | Especial Informação - Estado de Emergência | Pivot         | RTP1  |
| 2020 - presente | Primeira Pessoa                            | Apresentadora | RTP1  |